# 무사시스나가와역
무사시스나가와역(일본어: 武蔵砂川駅, むさしすながわえき)은 일본 도쿄도 다치카와시에 있는 철도역이다.
다마가와조스이 역 방면은 단선이다.

## 타는 곳
| ↑ 다마가와조스이  |
| 1 \| 2            |
| 세이부 다치카와 ↓ |

| 1 | ■ 하이지마 선 | 고다이라·신주쿠에 직결 운행 가미샤쿠지이·세이부 신주쿠 방면 |
| 2 | ■ 하이지마 선 | 하이지마 방면                                               |

## 역 주변 정보
- 국영 쇼와 기념공원

## 역사
- 1983년 12월 12일: 영업 개시.
- 2006년 9월 : LED 안내판 설치.

## 인접역
| 세이부 철도 ■ 하이지마 선    | 세이부 철도 ■ 하이지마 선            | 세이부 철도 ■ 하이지마 선     |
| ---------------------------- | ------------------------------------ | ----------------------------- |
| 다마가와조스이 고다이라 방면 | ■ 하이지마 쾌속 ■ 급행 ■ 준급 ■ 보통 | 세이부 다치카와 하이지마 방면 |